# Poliosia brunnea
Poliosia brunnea är en fjärilsart som beskrevs av Moore 1878. Poliosia brunnea ingår i släktet Poliosia och familjen björnspinnare. Inga underarter finns listade i Catalogue of Life.